# Sălciua de Jos, Alba
Sălciua de Jos (în maghiară Alsószolcsva) este satul de reședință al comunei Sălciua din județul Alba, Transilvania, România.
Pe Harta Iosefină a Transilvaniei din 1769-1773 (Sectio 123), localitatea apare sub numele de „A. (Alsó) Szolcsva”.

## Obiective turistice
- „Mănăstirea de Sub Piatră" din anul 1450 (monument istoric).

Monumentul Eroilor Români din cele două războaie mondiale

- Monumentul Eroilor Români din cele două războaie mondiale. Monumentul, situat în piața din centrul localității, a fost inaugurat la data de 9 mai 1946. A fost ridicat în amintirea eroilor căzuți în cele două războaie mondiale. Pe placa de marmură de pe corpul crucii este inscripționat: „1914-1918“ (urmată de numele a 55 de eroi din Primul Război Mondial). Pe placa de marmură de la baza monumentului este înscris: „1941–1945/ [urmează numele a 17 militari]/ Plt. Pașca C. Și 34 [?] ostași Bat. 5 V.M. – D. 3 M./ Eroii companiei fixe Baia și Vidra/ Eroii Div. 2 V.M./ și pentru eternizarea/ memoriei eroilor căzuți pe Valea/ Arieșului 5–25.IX.1944”. Pe soclul de granit este dăltuit: „Glorie eternă eroilor noștri“.
- Peștera Huda lui Papară (la 4 km), o impresionantă formațiune carstică străbătută de pârâul Ponor.
- Cascada Șipote.

## Legături externe

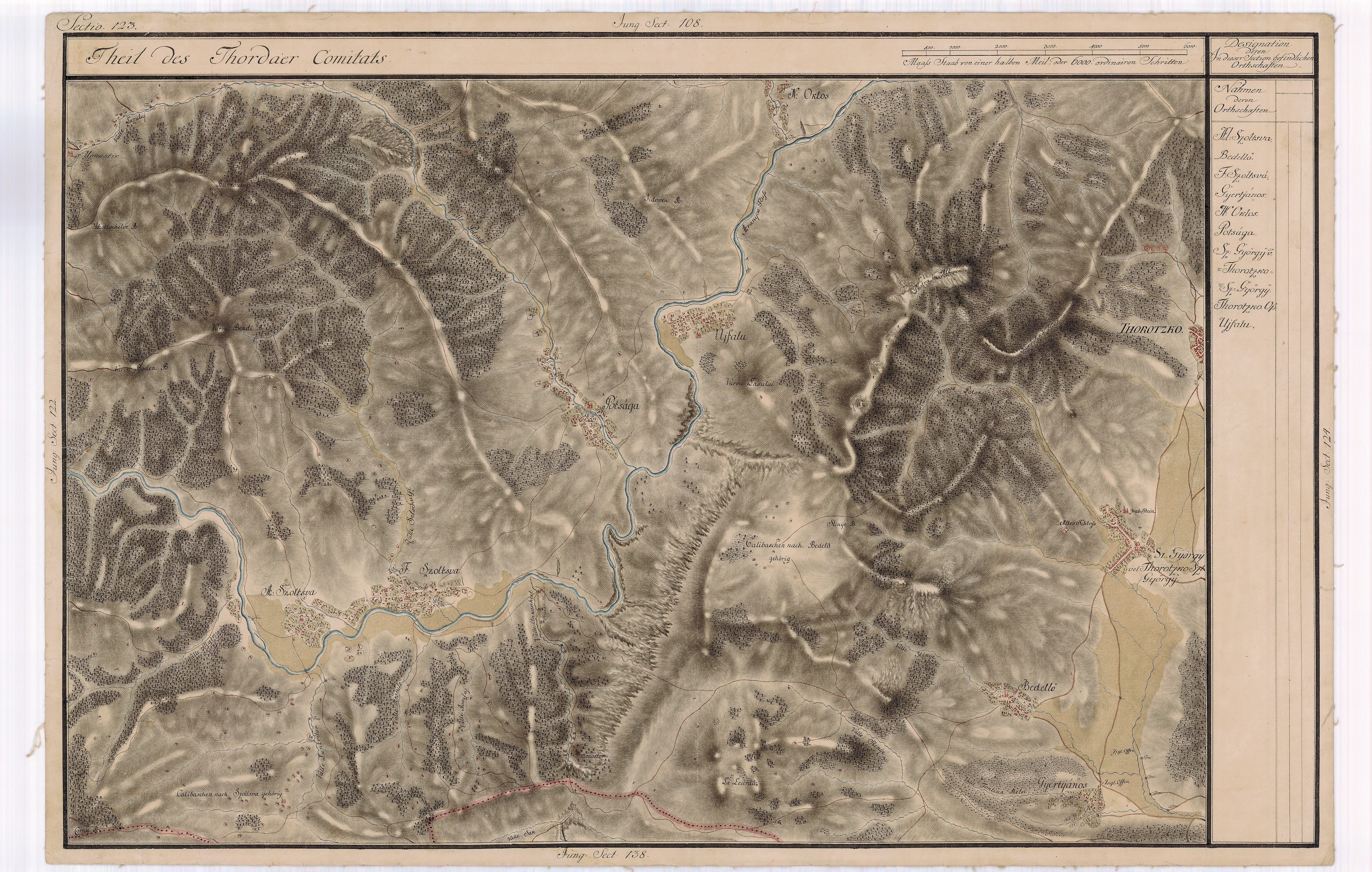
Sălciua de Jos pe Harta Iosefină a Transilvaniei, 1769-1773 (Sectio 123)

## Galerie de imagini

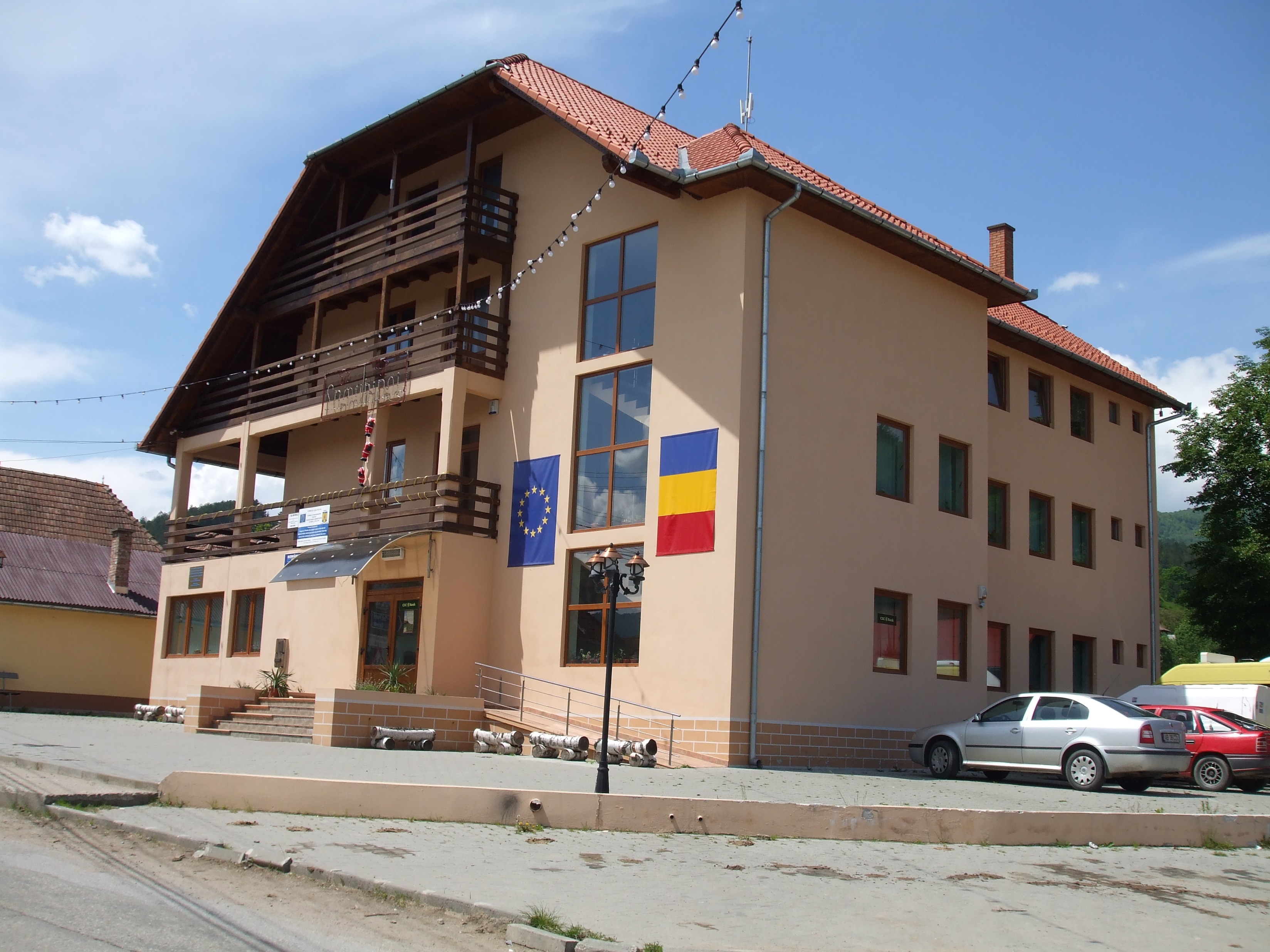
Primăria
Muzeul satului „Valer Butură”
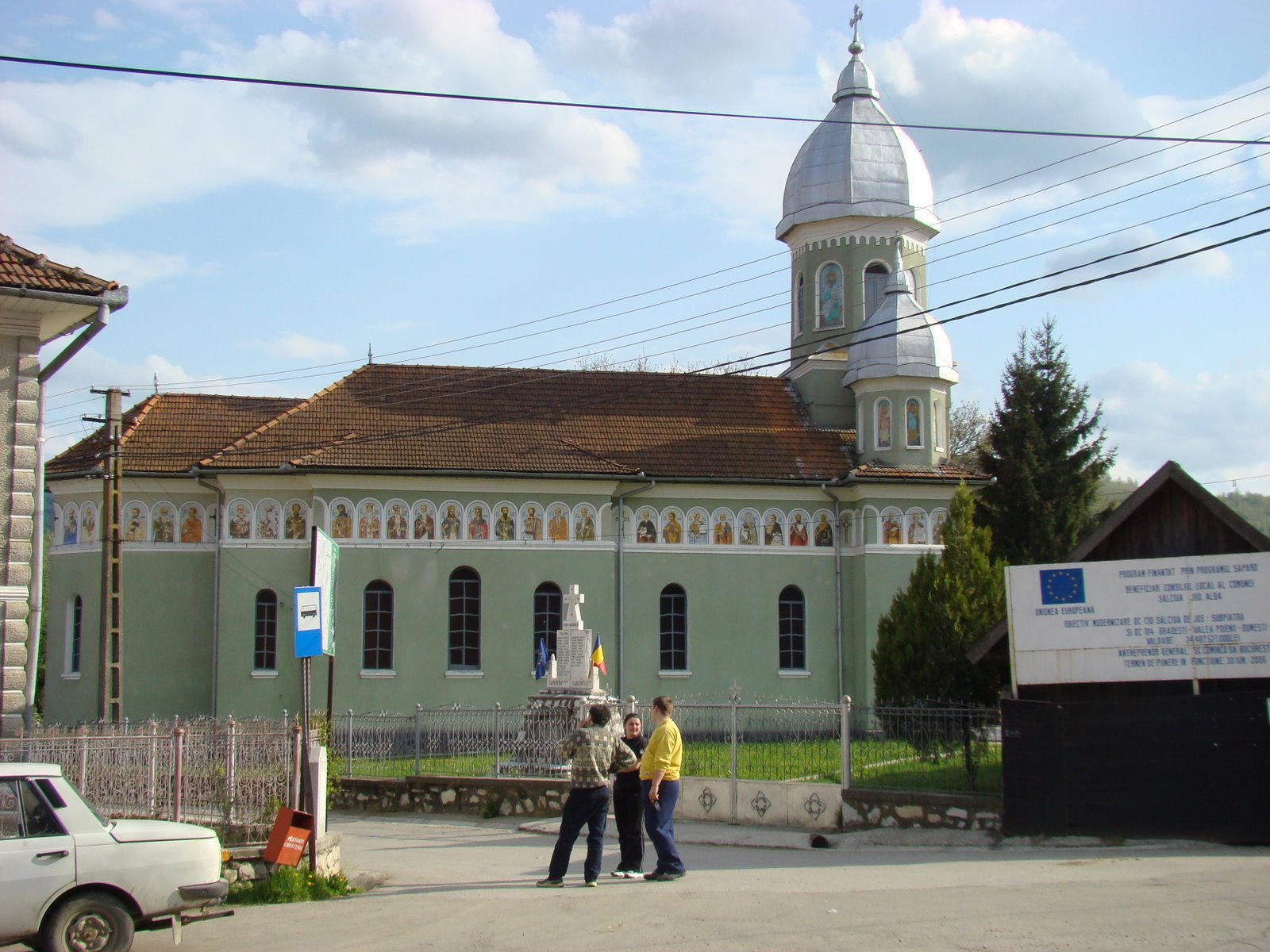
Biserica ortodoxă
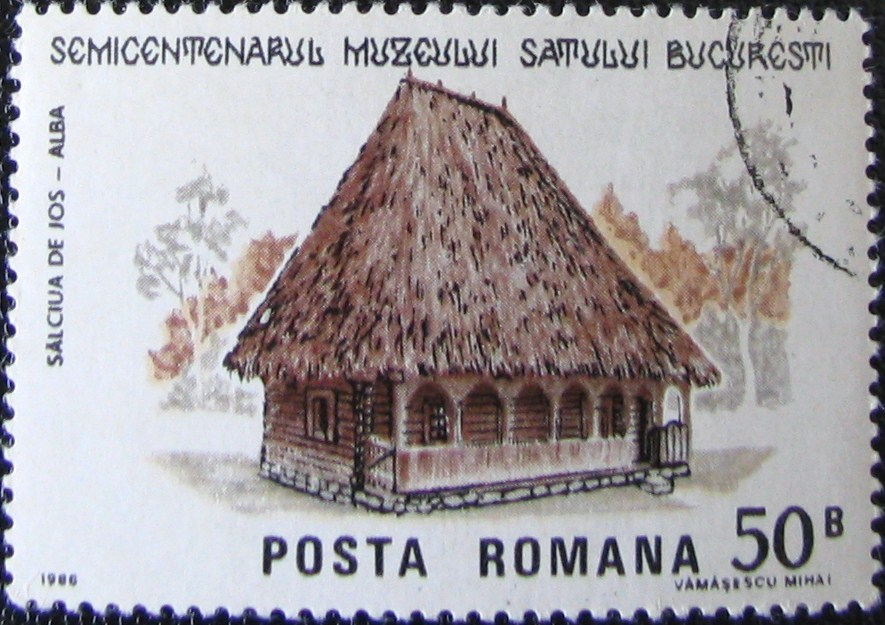
Timbru poștal